# Мкртчян, Самвел
Самве́л Мкртчян (арм. Սամվել Մկրտչյան; 25 февраля 1959, Талин, Армянская ССР — 7 декабря 2014, Ереван) — советский и армянский переводчик, писатель, публицист.

## Биография
Окончил среднюю школу № 20 в Гюмри, в 1983 г. — факультет иностранных языков Ереванского государственного педагогического института русского и иностранных языков им. В. Я. Брюсова. Работал в журналах и периодических изданиях Армении («Астхик», «Андрадардз», «АР», «Аравот»), с 1998 г. — ответственный секретарь газеты «Гракан терт». С 2002 г. — главный редактор журнала переводной литературы «Иностранная литература».
Член Союза писателей Армении с 1995 г.
В Армении («Андрадарц», журнал «Гарун», «Чоррод ишханутюн», «Молорак», «Айакакан жаманак», «Yerevan Times», «Крунк», «Ararat Quarterly») и за рубежом публиковал стихи, прозу, переводы, публицистические статьи. Владел армянским, русским и английским языками; перевёл более 20 книг на армянский и на английский языки. Автор переводов: «Selected Armenian Poets» (1994), William Fualkner, «The Bear» (1995), «The Gospel According to Judas» (1998), «English and American Poetry» (1998, 2014), «Absalom! Absalom» (2003, 2014), «Shakspears, Sonnets» (2003), James Joyce «Ulysses» (2012).

## Награды и признание
- приз «Лучший перевод рассказа» (газета «Гракан терт», 2000)
- приз Посольства США в Армении за «Лучший перевод современной американской поэзии» (журнал «Гарун», 2001);
- ежегодная премия Ереванского пресс-клуба (2002) — за лучший публицистический материал (статья «Гюмри: 12-летняя агония» в газете «Гракан терт»)